# 1213
Portal Geschichte | Portal Biografien | Aktuelle Ereignisse | Jahreskalender | Tagesartikel

◄ |
12. Jahrhundert |
13. Jahrhundert
| 14. Jahrhundert | ►

◄ |
1180er |
1190er |
1200er |
1210er
| 1220er | 1230er | 1240er | ►

◄◄ |
◄ |
1209 |
1210 |
1211 |
1212 |
1213
| 1214 | 1215 | 1216 | 1217 | ► | ►►
Staatsoberhäupter  · Nekrolog
| Januar | Januar | Januar | Januar | Januar | Januar | Januar | Januar |
| Kw     | Mo     | Di     | Mi     | Do     | Fr     | Sa     | So     |
| 1      |        | 1      | 2      | 3      | 4      | 5      | 6      |
| 2      | 7      | 8      | 9      | 10     | 11     | 12     | 13     |
| 3      | 14     | 15     | 16     | 17     | 18     | 19     | 20     |
| 4      | 21     | 22     | 23     | 24     | 25     | 26     | 27     |
| 5      | 28     | 29     | 30     | 31     |        |        |        |
| ------ | ------ | ------ | ------ | ------ | ------ | ------ | ------ |

| Februar | Februar | Februar | Februar | Februar | Februar | Februar | Februar |
| Kw      | Mo      | Di      | Mi      | Do      | Fr      | Sa      | So      |
| 5       |         |         |         |         | 1       | 2       | 3       |
| 6       | 4       | 5       | 6       | 7       | 8       | 9       | 10      |
| 7       | 11      | 12      | 13      | 14      | 15      | 16      | 17      |
| 8       | 18      | 19      | 20      | 21      | 22      | 23      | 24      |
| 9       | 25      | 26      | 27      | 28      |         |         |         |
| ------- | ------- | ------- | ------- | ------- | ------- | ------- | ------- |

| März | März | März | März | März | März | März | März |
| Kw   | Mo   | Di   | Mi   | Do   | Fr   | Sa   | So   |
| 9    |      |      |      |      | 1    | 2    | 3    |
| 10   | 4    | 5    | 6    | 7    | 8    | 9    | 10   |
| 11   | 11   | 12   | 13   | 14   | 15   | 16   | 17   |
| 12   | 18   | 19   | 20   | 21   | 22   | 23   | 24   |
| 13   | 25   | 26   | 27   | 28   | 29   | 30   | 31   |
| ---- | ---- | ---- | ---- | ---- | ---- | ---- | ---- |

| April | April | April | April | April | April | April | April |
| Kw    | Mo    | Di    | Mi    | Do    | Fr    | Sa    | So    |
| 14    | 1     | 2     | 3     | 4     | 5     | 6     | 7     |
| 15    | 8     | 9     | 10    | 11    | 12    | 13    | 14    |
| 16    | 15    | 16    | 17    | 18    | 19    | 20    | 21    |
| 17    | 22    | 23    | 24    | 25    | 26    | 27    | 28    |
| 18    | 29    | 30    |       |       |       |       |       |
| ----- | ----- | ----- | ----- | ----- | ----- | ----- | ----- |

| Mai | Mai | Mai | Mai | Mai | Mai | Mai | Mai |
| Kw  | Mo  | Di  | Mi  | Do  | Fr  | Sa  | So  |
| 18  |     |     | 1   | 2   | 3   | 4   | 5   |
| 19  | 6   | 7   | 8   | 9   | 10  | 11  | 12  |
| 20  | 13  | 14  | 15  | 16  | 17  | 18  | 19  |
| 21  | 20  | 21  | 22  | 23  | 24  | 25  | 26  |
| 22  | 27  | 28  | 29  | 30  | 31  |     |     |
| --- | --- | --- | --- | --- | --- | --- | --- |

| Juni | Juni | Juni | Juni | Juni | Juni | Juni | Juni |
| Kw   | Mo   | Di   | Mi   | Do   | Fr   | Sa   | So   |
| 22   |      |      |      |      |      | 1    | 2    |
| 23   | 3    | 4    | 5    | 6    | 7    | 8    | 9    |
| 24   | 10   | 11   | 12   | 13   | 14   | 15   | 16   |
| 25   | 17   | 18   | 19   | 20   | 21   | 22   | 23   |
| 26   | 24   | 25   | 26   | 27   | 28   | 29   | 30   |
| ---- | ---- | ---- | ---- | ---- | ---- | ---- | ---- |

| Juli | Juli | Juli | Juli | Juli | Juli | Juli | Juli |
| Kw   | Mo   | Di   | Mi   | Do   | Fr   | Sa   | So   |
| 27   | 1    | 2    | 3    | 4    | 5    | 6    | 7    |
| 28   | 8    | 9    | 10   | 11   | 12   | 13   | 14   |
| 29   | 15   | 16   | 17   | 18   | 19   | 20   | 21   |
| 30   | 22   | 23   | 24   | 25   | 26   | 27   | 28   |
| 31   | 29   | 30   | 31   |      |      |      |      |
| ---- | ---- | ---- | ---- | ---- | ---- | ---- | ---- |

| August | August | August | August | August | August | August | August |
| Kw     | Mo     | Di     | Mi     | Do     | Fr     | Sa     | So     |
| 31     |        |        |        | 1      | 2      | 3      | 4      |
| 32     | 5      | 6      | 7      | 8      | 9      | 10     | 11     |
| 33     | 12     | 13     | 14     | 15     | 16     | 17     | 18     |
| 34     | 19     | 20     | 21     | 22     | 23     | 24     | 25     |
| 35     | 26     | 27     | 28     | 29     | 30     | 31     |        |
| ------ | ------ | ------ | ------ | ------ | ------ | ------ | ------ |

| September | September | September | September | September | September | September | September |
| Kw        | Mo        | Di        | Mi        | Do        | Fr        | Sa        | So        |
| 35        |           |           |           |           |           |           | 1         |
| 36        | 2         | 3         | 4         | 5         | 6         | 7         | 8         |
| 37        | 9         | 10        | 11        | 12        | 13        | 14        | 15        |
| 38        | 16        | 17        | 18        | 19        | 20        | 21        | 22        |
| 39        | 23        | 24        | 25        | 26        | 27        | 28        | 29        |
| 40        | 30        |           |           |           |           |           |           |
| --------- | --------- | --------- | --------- | --------- | --------- | --------- | --------- |

| Oktober | Oktober | Oktober | Oktober | Oktober | Oktober | Oktober | Oktober |
| Kw      | Mo      | Di      | Mi      | Do      | Fr      | Sa      | So      |
| 40      |         | 1       | 2       | 3       | 4       | 5       | 6       |
| 41      | 7       | 8       | 9       | 10      | 11      | 12      | 13      |
| 42      | 14      | 15      | 16      | 17      | 18      | 19      | 20      |
| 43      | 21      | 22      | 23      | 24      | 25      | 26      | 27      |
| 44      | 28      | 29      | 30      | 31      |         |         |         |
| ------- | ------- | ------- | ------- | ------- | ------- | ------- | ------- |

| November | November | November | November | November | November | November | November |
| Kw       | Mo       | Di       | Mi       | Do       | Fr       | Sa       | So       |
| 44       |          |          |          |          | 1        | 2        | 3        |
| 45       | 4        | 5        | 6        | 7        | 8        | 9        | 10       |
| 46       | 11       | 12       | 13       | 14       | 15       | 16       | 17       |
| 47       | 18       | 19       | 20       | 21       | 22       | 23       | 24       |
| 48       | 25       | 26       | 27       | 28       | 29       | 30       |          |
| -------- | -------- | -------- | -------- | -------- | -------- | -------- | -------- |

| Dezember | Dezember | Dezember | Dezember | Dezember | Dezember | Dezember | Dezember |
| Kw       | Mo       | Di       | Mi       | Do       | Fr       | Sa       | So       |
| 48       |          |          |          |          |          |          | 1        |
| 49       | 2        | 3        | 4        | 5        | 6        | 7        | 8        |
| 50       | 9        | 10       | 11       | 12       | 13       | 14       | 15       |
| 51       | 16       | 17       | 18       | 19       | 20       | 21       | 22       |
| 52       | 23       | 24       | 25       | 26       | 27       | 28       | 29       |
| 1        | 30       | 31       |          |          |          |          |          |
| -------- | -------- | -------- | -------- | -------- | -------- | -------- | -------- |

| Januar | Januar | Januar | Januar | Januar | Januar | Januar | Januar |
| Kw     | Mo     | Di     | Mi     | Do     | Fr     | Sa     | So     |
| 1      |        | 1      | 2      | 3      | 4      | 5      | 6      |
| 2      | 7      | 8      | 9      | 10     | 11     | 12     | 13     |
| 3      | 14     | 15     | 16     | 17     | 18     | 19     | 20     |
| 4      | 21     | 22     | 23     | 24     | 25     | 26     | 27     |
| 5      | 28     | 29     | 30     | 31     |        |        |        |
| ------ | ------ | ------ | ------ | ------ | ------ | ------ | ------ |

| Februar | Februar | Februar | Februar | Februar | Februar | Februar | Februar |
| Kw      | Mo      | Di      | Mi      | Do      | Fr      | Sa      | So      |
| 5       |         |         |         |         | 1       | 2       | 3       |
| 6       | 4       | 5       | 6       | 7       | 8       | 9       | 10      |
| 7       | 11      | 12      | 13      | 14      | 15      | 16      | 17      |
| 8       | 18      | 19      | 20      | 21      | 22      | 23      | 24      |
| 9       | 25      | 26      | 27      | 28      |         |         |         |
| ------- | ------- | ------- | ------- | ------- | ------- | ------- | ------- |

| März | März | März | März | März | März | März | März |
| Kw   | Mo   | Di   | Mi   | Do   | Fr   | Sa   | So   |
| 9    |      |      |      |      | 1    | 2    | 3    |
| 10   | 4    | 5    | 6    | 7    | 8    | 9    | 10   |
| 11   | 11   | 12   | 13   | 14   | 15   | 16   | 17   |
| 12   | 18   | 19   | 20   | 21   | 22   | 23   | 24   |
| 13   | 25   | 26   | 27   | 28   | 29   | 30   | 31   |
| ---- | ---- | ---- | ---- | ---- | ---- | ---- | ---- |

| April | April | April | April | April | April | April | April |
| Kw    | Mo    | Di    | Mi    | Do    | Fr    | Sa    | So    |
| 14    | 1     | 2     | 3     | 4     | 5     | 6     | 7     |
| 15    | 8     | 9     | 10    | 11    | 12    | 13    | 14    |
| 16    | 15    | 16    | 17    | 18    | 19    | 20    | 21    |
| 17    | 22    | 23    | 24    | 25    | 26    | 27    | 28    |
| 18    | 29    | 30    |       |       |       |       |       |
| ----- | ----- | ----- | ----- | ----- | ----- | ----- | ----- |

| Mai | Mai | Mai | Mai | Mai | Mai | Mai | Mai |
| Kw  | Mo  | Di  | Mi  | Do  | Fr  | Sa  | So  |
| 18  |     |     | 1   | 2   | 3   | 4   | 5   |
| 19  | 6   | 7   | 8   | 9   | 10  | 11  | 12  |
| 20  | 13  | 14  | 15  | 16  | 17  | 18  | 19  |
| 21  | 20  | 21  | 22  | 23  | 24  | 25  | 26  |
| 22  | 27  | 28  | 29  | 30  | 31  |     |     |
| --- | --- | --- | --- | --- | --- | --- | --- |

| Juni | Juni | Juni | Juni | Juni | Juni | Juni | Juni |
| Kw   | Mo   | Di   | Mi   | Do   | Fr   | Sa   | So   |
| 22   |      |      |      |      |      | 1    | 2    |
| 23   | 3    | 4    | 5    | 6    | 7    | 8    | 9    |
| 24   | 10   | 11   | 12   | 13   | 14   | 15   | 16   |
| 25   | 17   | 18   | 19   | 20   | 21   | 22   | 23   |
| 26   | 24   | 25   | 26   | 27   | 28   | 29   | 30   |
| ---- | ---- | ---- | ---- | ---- | ---- | ---- | ---- |

| Juli | Juli | Juli | Juli | Juli | Juli | Juli | Juli |
| Kw   | Mo   | Di   | Mi   | Do   | Fr   | Sa   | So   |
| 27   | 1    | 2    | 3    | 4    | 5    | 6    | 7    |
| 28   | 8    | 9    | 10   | 11   | 12   | 13   | 14   |
| 29   | 15   | 16   | 17   | 18   | 19   | 20   | 21   |
| 30   | 22   | 23   | 24   | 25   | 26   | 27   | 28   |
| 31   | 29   | 30   | 31   |      |      |      |      |
| ---- | ---- | ---- | ---- | ---- | ---- | ---- | ---- |

| August | August | August | August | August | August | August | August |
| Kw     | Mo     | Di     | Mi     | Do     | Fr     | Sa     | So     |
| 31     |        |        |        | 1      | 2      | 3      | 4      |
| 32     | 5      | 6      | 7      | 8      | 9      | 10     | 11     |
| 33     | 12     | 13     | 14     | 15     | 16     | 17     | 18     |
| 34     | 19     | 20     | 21     | 22     | 23     | 24     | 25     |
| 35     | 26     | 27     | 28     | 29     | 30     | 31     |        |
| ------ | ------ | ------ | ------ | ------ | ------ | ------ | ------ |

| September | September | September | September | September | September | September | September |
| Kw        | Mo        | Di        | Mi        | Do        | Fr        | Sa        | So        |
| 35        |           |           |           |           |           |           | 1         |
| 36        | 2         | 3         | 4         | 5         | 6         | 7         | 8         |
| 37        | 9         | 10        | 11        | 12        | 13        | 14        | 15        |
| 38        | 16        | 17        | 18        | 19        | 20        | 21        | 22        |
| 39        | 23        | 24        | 25        | 26        | 27        | 28        | 29        |
| 40        | 30        |           |           |           |           |           |           |
| --------- | --------- | --------- | --------- | --------- | --------- | --------- | --------- |

| Oktober | Oktober | Oktober | Oktober | Oktober | Oktober | Oktober | Oktober |
| Kw      | Mo      | Di      | Mi      | Do      | Fr      | Sa      | So      |
| 40      |         | 1       | 2       | 3       | 4       | 5       | 6       |
| 41      | 7       | 8       | 9       | 10      | 11      | 12      | 13      |
| 42      | 14      | 15      | 16      | 17      | 18      | 19      | 20      |
| 43      | 21      | 22      | 23      | 24      | 25      | 26      | 27      |
| 44      | 28      | 29      | 30      | 31      |         |         |         |
| ------- | ------- | ------- | ------- | ------- | ------- | ------- | ------- |

| November | November | November | November | November | November | November | November |
| Kw       | Mo       | Di       | Mi       | Do       | Fr       | Sa       | So       |
| 44       |          |          |          |          | 1        | 2        | 3        |
| 45       | 4        | 5        | 6        | 7        | 8        | 9        | 10       |
| 46       | 11       | 12       | 13       | 14       | 15       | 16       | 17       |
| 47       | 18       | 19       | 20       | 21       | 22       | 23       | 24       |
| 48       | 25       | 26       | 27       | 28       | 29       | 30       |          |
| -------- | -------- | -------- | -------- | -------- | -------- | -------- | -------- |

| Dezember | Dezember | Dezember | Dezember | Dezember | Dezember | Dezember | Dezember |
| Kw       | Mo       | Di       | Mi       | Do       | Fr       | Sa       | So       |
| 48       |          |          |          |          |          |          | 1        |
| 49       | 2        | 3        | 4        | 5        | 6        | 7        | 8        |
| 50       | 9        | 10       | 11       | 12       | 13       | 14       | 15       |
| 51       | 16       | 17       | 18       | 19       | 20       | 21       | 22       |
| 52       | 23       | 24       | 25       | 26       | 27       | 28       | 29       |
| 1        | 30       | 31       |          |          |          |          |          |
| -------- | -------- | -------- | -------- | -------- | -------- | -------- | -------- |

## Ereignisse

### Politik und Weltgeschehen

#### Französisch-Englischer Krieg

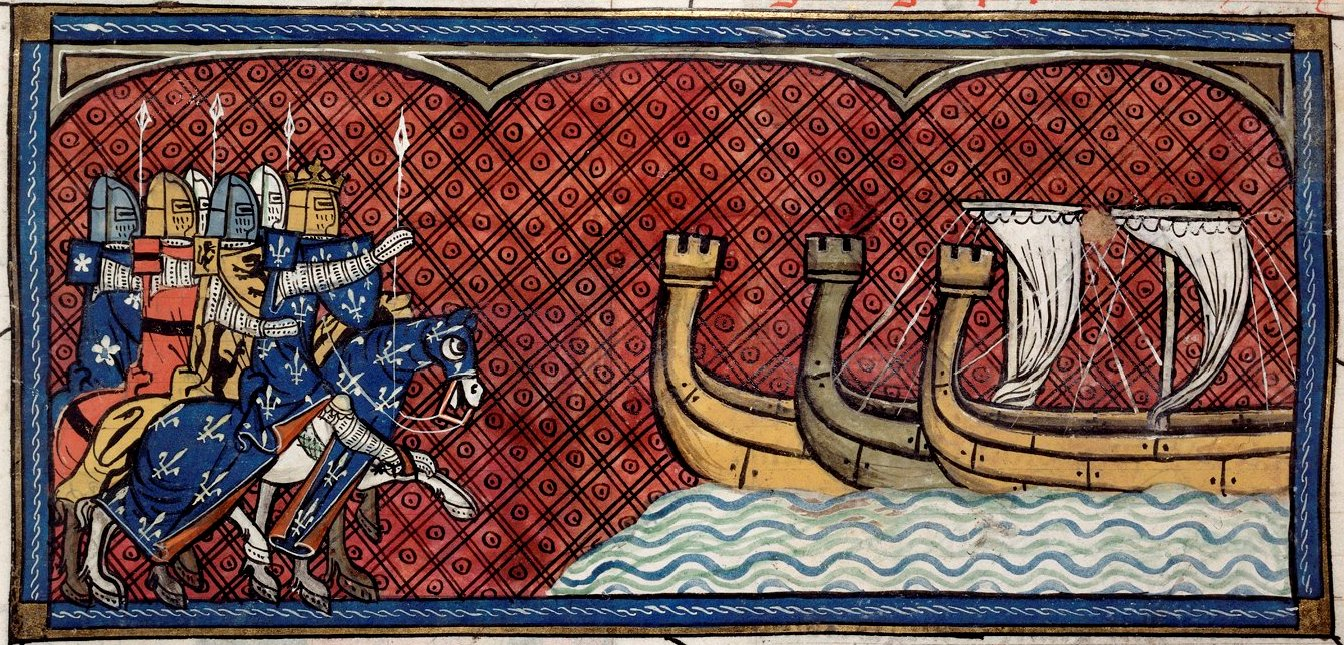
König Philipp II. erwartet seine Flotte; mittelalterliche Miniatur

König Philipp II. von Frankreich plant Anfang des Jahres eine Invasion in England. Sein Vasall Graf Ferdinand von Flandern verlangt jedoch als Gegenleistung für seine Teilnahme an der Invasion die Rückgabe von zwei Städten, die er zuvor an den König abtreten musste. Der französische König segelt deshalb, bevor er nach England aufbricht, mit seiner Flotte nach Flandern, um seine Oberhoheit gegenüber Graf Ferdinand durchzusetzen. Das Kommando über die Flotte hat der französische Ritter und Söldnerführer Savary de Mauléon.
- 28. Mai: Eine englische Flotte von 500 Schiffen unter dem Kommando von William Longespée, 3. Earl of Salisbury, verlässt im Französisch-englischen Krieg um die Herrschaft im Angevinischen Reich die englischen Häfen. An Bord befinden sich unter anderem der von Philipp II. vertriebene Rainald I. von Dammartin sowie Graf Wilhelm I. von Holland, dazu 700 Ritter und zahlreiche Söldner. Wegen ungünstiger Winde erreicht die Flotte erst am 30. Mai die flämische Küste. Vor dem Hafen von Damme entdecken die Engländer die aus etwa 1700 Schiffen bestehende französische Flotte, die dort vor Anker liegt. Zur Aufklärung vorgeschickte Schiffe stellen jedoch fest, dass die Schiffe nur mit den Seeleuten bemannt sind, während die Ritter und Soldaten das nahe gelegene Gent belagern oder die Umgebung plündern. Daraufhin befiehlt Longespée sofort den Angriff auf die ankernde Flotte.
- 30. Mai: In der Seeschlacht bei Damme erringt die von Johann Ohneland aufgebaute Royal Navy einen entscheidenden Sieg. Die Engländer können 300 Schiffe der wehrlosen französischen Flotte entern, 100 weitere werden versenkt oder verbrannt. Die Invasionspläne König Philipps in England sind damit vorläufig vereitelt.
- Juni: Ein weiterer Feldzug Johanns ins Poitou scheitert daran, dass sich die englischen Barone neuerlich weigern, ihm über den Kanal zu folgen.

#### Okzitanien/Iberische Halbinsel
- 15. Januar: Papst Innozenz III., der mittlerweile das Vertrauen in den Kreuzzugsführer Simon de Montfort verloren hat, stimmt einem von Graf Raimund VI. von Toulouse und König Peter II. von Aragón ausgearbeiteten Friedensvertrag zur Beendigung des Albigenserkreuzzuges in Okzitanien zu, der die Eroberungen de Montforts auf die Trencavel-Ländereien beschränken soll. Drei Tage später lehnt Kreuzzugslegat Arnold Amalrich den Friedensplan jedoch ab.
- 27. Januar: Die Grafen Raimund VI. von Toulouse, Raimund Roger von Foix, Bernard IV. von Comminges und Vizegraf Gaston VI. von Béarn schwören dem König von Aragón den Lehnseid und unterstellen somit ihre Domänen seinem Schutz. Peter II. erinnert Montfort an seine Vasallenpflichten ihm gegenüber und fordert ihn zum Rückzug aus allen ihm nicht zugestandenen Gebieten auf.
- 21. Mai: Innozenz III. gibt dem Druck seines Legaten nach und widerruft seine Zustimmung zum tolosanisch-aragonesischen Friedensplan.
- 28. August: Peter von Aragón überschreitet mit seiner Armee die Pyrenäen und schlägt sein Lager bei Muret auf.
- 12. September: In der Schlacht bei Muret werden die Heere Graf Raimunds VI. von Toulouse und seines Schwagers, König Peter II. von Aragón, durch die Truppen des papsttreuen Simon IV. de Montfort besiegt. Der König kommt in der Schlacht ums Leben, Raimund flieht nach England.
- Mit der Thronbesteigung des fünfjährigen Jakob I., der sich im Gewahrsam Simons de Montfort befindet, ist die Großmachtpolitik des Königreichs Aragón vorläufig zu Ende.
- 25. Dezember: Kalif Muhammad an-Nasir stirbt. Nachfolger wird sein minderjähriger Sohn Yusuf II. al-Mustansir, mit dem der Niedergang des Almohadenreiches in al-Andalus beginnt.

#### Weitere Ereignisse in Europa

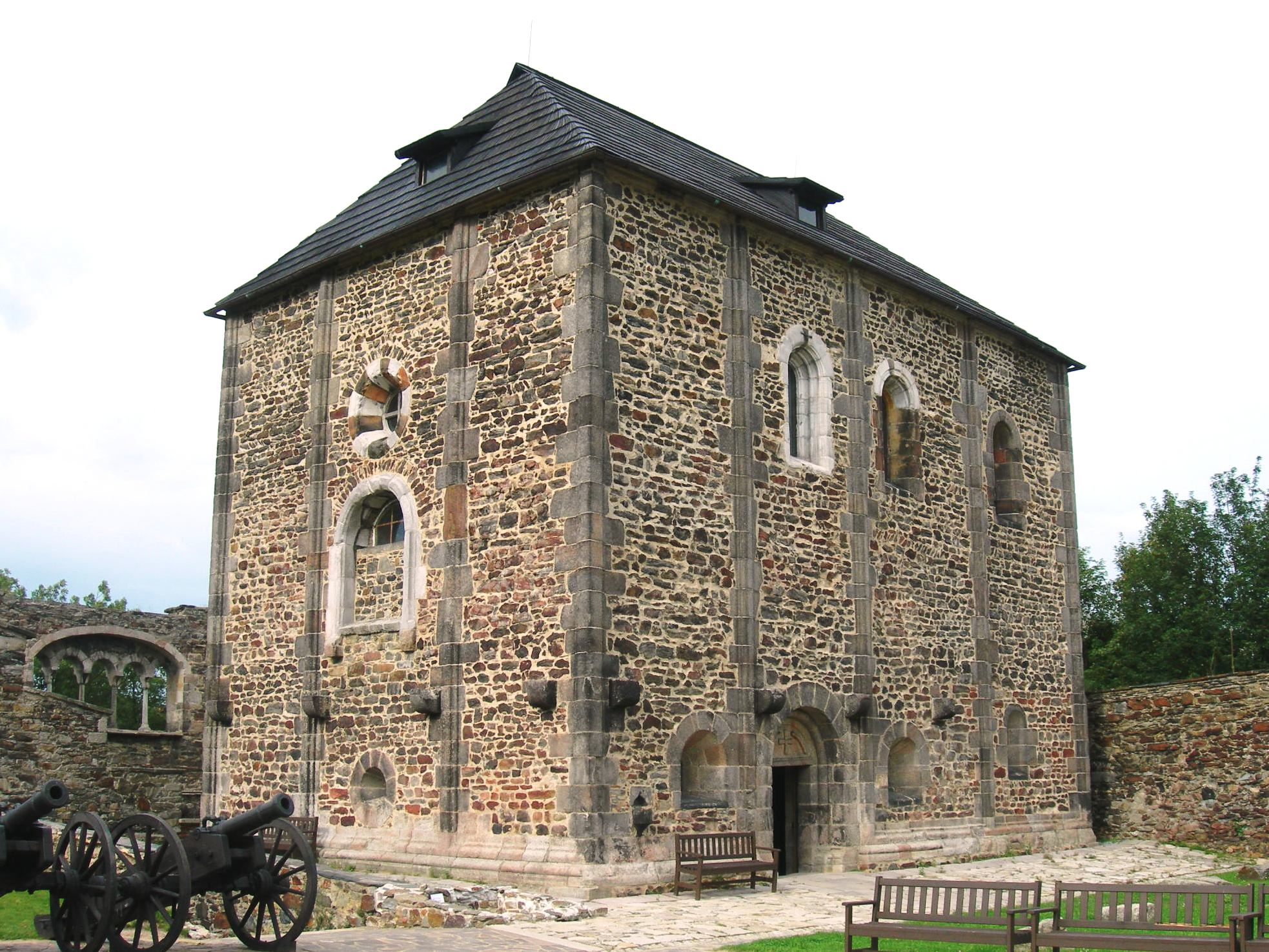
In der Kapelle der Burg Eger ließ Friedrich im Juli die als „Goldbulle von Eger“ bekannte Urkunde ausstellen.

- 12. Juli: Friedrich II. verzichtet in der Goldbulle von Eger auf bestimmte königliche Rechte in Kirchensachen und überträgt außerdem weite Gebiete in Italien dem Papst Innozenz III.
- 28. September: Während sich König Andreas II. von Ungarn auf einem Feldzug in Halitsch und Galizien befindet, wird seine Ehefrau Gertrud von Andechs bei einem Adelsaufstand ermordet. Grund dafür ist die Empörung des ungarischen Adels gegen die üppigen Zuteilungen königlicher Ländereien an fremdländische Adlige aus dem Günstlingskreis Gertruds. Gertruds Bruder Berthold und der zu diesem Zeitpunkt als Gast am ungarischen Hof weilende Herzog Leopold VI. von Österreich können verletzt entkommen.
- In Trøndelag beginnt ein Aufstand der Bauern gegen König Inge II. von Norwegen.

#### Kaukasus
- 18. Januar: Königin Tamar von Georgien stirbt. Ihr Sohn Giorgi IV. Lascha besteigt den georgischen Thron. Sofort versuchen verschiedene Vasallenstaaten wie Gandscha sowie später Nachitschewan die Unabhängigkeit zu erreichen und stellen ihre Tributzahlungen ein.

#### Stadtrechte und urkundliche Ersterwähnungen

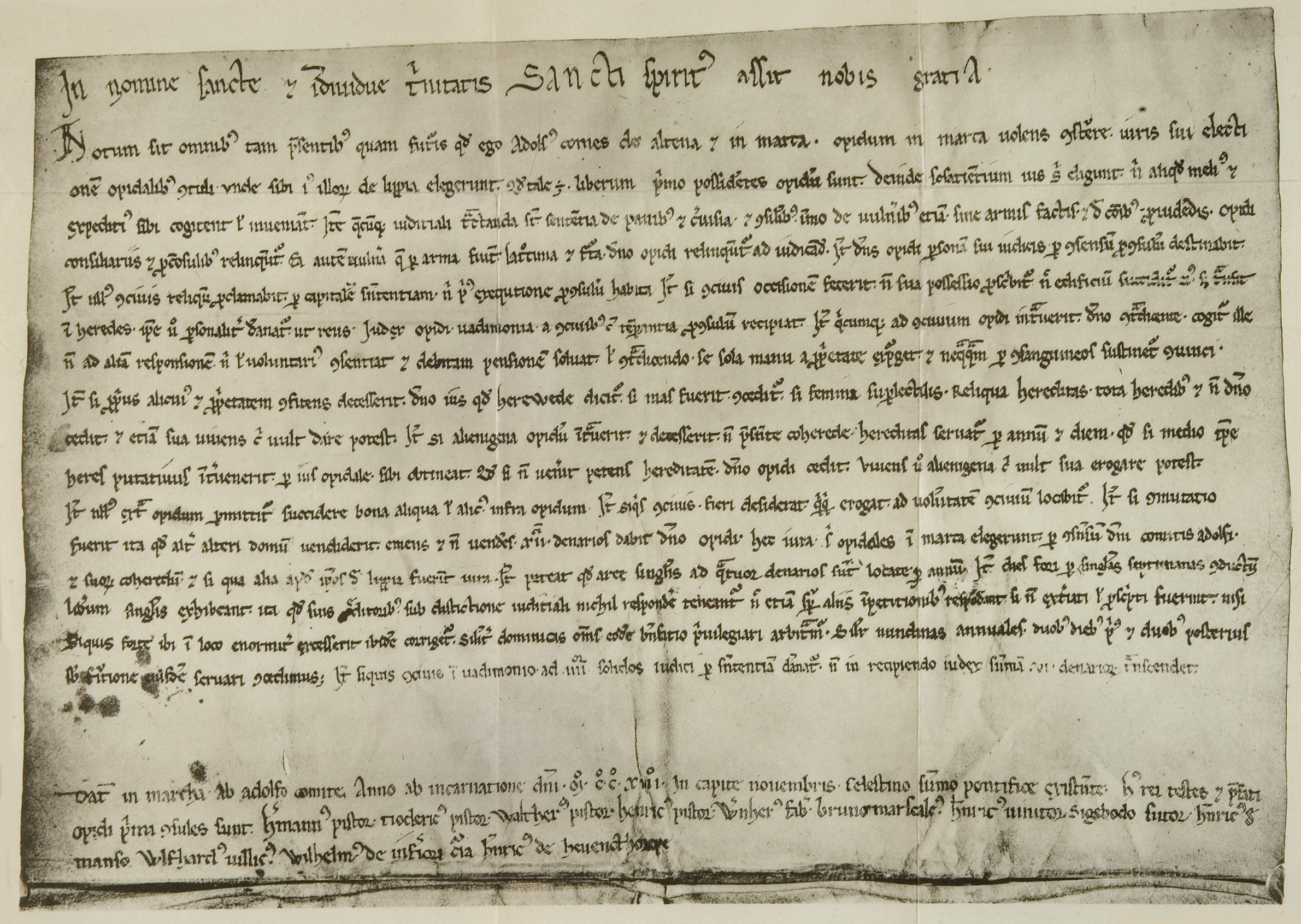
Gründungsprivileg Graf Adolf I. von der Mark für das „opidum in Marca“, heute Hamm

- Anfang November: Die Stadt Hamm wird gegründet und erhält dabei das auf dem Soester Stadtrecht basierende Hammer Stadtrecht.
- Erste urkundliche Erwähnung von Ohne und Raperswilen

### Wissenschaft und Technik
- In Bologna entwickelt sich neben der Rechtsschule eine medizinische Fakultät.

### Kultur
- Gottfried von Villehardouin vollendet seine Chronik Histoire de la Conquête de Constantinople über die Eroberung und Plünderung Konstantinopels durch das Kreuzfahrerheer im Jahr 1204.
- um 1213: Der okzitanische Dichter Wilhelm von Tudela verfasst den ersten Teil des Poems Gesang vom Albigenserkreuzzug. Der den Kreuzrittern gegenüber positiv eingestellte Teil endet abrupt im Juli 1213.

### Religion
- 19. April: Papst Innozenz III. beruft durch die Bulle Vineam Domini Sabaoth ein Konzil ein. Es findet als Viertes Laterankonzil im November 1215 statt.
- Frühjahr: Mit der Bulle Quia maior ruft Innozenz III. zu einem weiteren Kreuzzug auf.
- 3. November: Das Kloster Merxhausen wird erstmals urkundlich erwähnt.

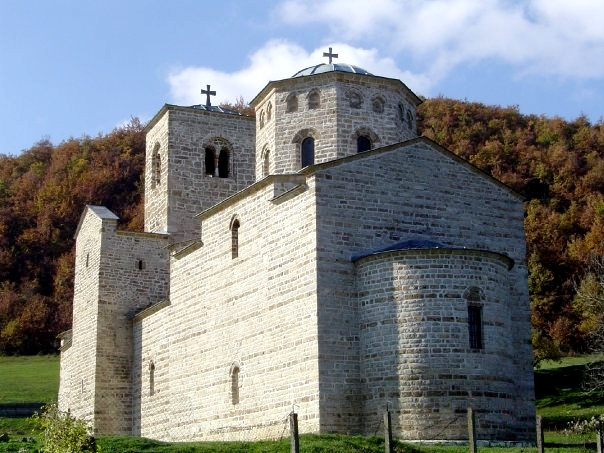
Kloster Đurđevi Stupovi bei Berane

- Das Kloster Đurđevi Stupovi wird gegründet.
- Die Anwesenheit von Juden auf dem Gebiet der heutigen Schweiz ist erstmals in Basel bezeugt. In diesem Jahr ordnet der Bischof von Basel die Rückgabe eines Pfandes an, das er bei einem jüdischen Geldverleiher hinterlegt hat.

### Natur und Umwelt
- Erstmals betreten nachweislich Menschen die Höhlen von Postojna.

## Geboren

### Genaues Geburtsdatum unbekannt
- Al-Malik al-Aziz Muhammad, Emir von Aleppo († 1236)
- Jia Sidao, chinesischer Politiker († 1275)
- Lanxi Daolong, chinesischer Chan-Meister und Kalligraph in Japan  († 1278)
- Yanggönpa Gyeltshen Pel, Gründer der Yanggön-Kagyü-Schule des tibetischen Buddhismus († 1258 oder 1287)

### Geboren um 1213
- Johann I., Markgraf der Mark Brandenburg († 1266)
- Patrick III., Guardian of Scotland († 1289)

## Gestorben

### Erstes Halbjahr

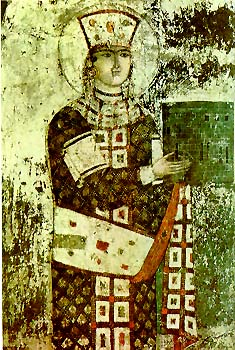
Königin Tamar von Georgien

- 18. Januar: Tamar, Königin von Georgien (* 1160)
- 18. Januar: Walther von Vatz, Bischof von Gurk
- 13. April: Guido von Thouars, Herzog von Bretagne
- 7. Juni: Lüthold von Aarburg, Bischof von Basel
- 19. Juni: Eleonore von Vermandois, Gräfin von Beaumont-sur-Oise und Saint-Quentin sowie Herrin von Valois (* 1152)

### Zweites Halbjahr
- 20. Juli: Baldwin Wake, anglonormannischer Adeliger
- 23. Juli: Maria von Oignies, Brabanter Mystikerin und Begine (* um 1177)
- 26. August: Gangjong, 22. König des koreanischen Goryeo-Reiches (* 1152)
- 13. September: Peter II., König von Aragón, Graf von Barcelona, Girona, Osona, Besalú, Cerdanya und Roussillon (* um 1178)
- 18. September: Bernhard von Pavia, Bischof von Faenza und Pavia

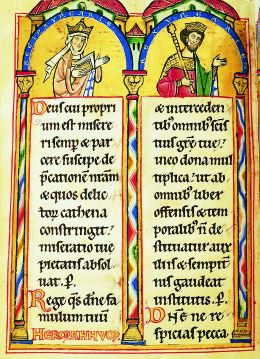
Gertrud von Andechs mit ihrem Gemahl Andreas II. von Ungarn (Miniatur im Landgrafenpsalter, um 1211–1213)

- 28. September: Gertrud von Andechs, Gräfin von Andechs-Meran und Königin von Ungarn (* um 1185)
- 2. Oktober: Geoffrey fitz Peter, englischer Adliger und Justitiar von England (* um 1162)
- 12. Dezember: Wilhelm von Lüneburg, Herzog von Lüneburg (* 1184)
- 15. Dezember: Gottfried, Abt des Benediktinerklosters in Münsterschwarzach (* um 1132)
- 17. Dezember: Johannes von Matha, Gründer des Trinitarier-Ordens und Heiliger der römisch-katholischen Kirche (* 1154)
- 25. Dezember: Muhammad an-Nasir, Kalif der Almohaden

### Genaues Todesdatum unbekannt
- April: Maria von Montpellier, Königin von Aragonien (* 1182)
- Juni: Giovanni dei Conti di Segni, italienischer Kardinal
- September: Stephan von Châtillon, Bischof von Die (* um 1155)
- Oktober: Friedrich II., Herzog von Lothringen
- Eirik Ivarsson, Erzbischof von Norwegen
- Karl Jónsson, isländischer Abt und Autor der Sverris saga
- Raimund von Antiochia, Sohn des Fürsten von Antiochia
- Sharaf al-Din al-Tusi, persischer Mathematiker und Astronom (* um 1135)

### Gestorben um 1213
- Kristin Sverresdatter, Königin von Norwegen (* um 1190)